# 1976年のメジャーリーグベースボール
以下は、メジャーリーグベースボール（MLB）における1976年のできごとを記す。
1976年4月8日に開幕し10月21日に全日程を終え、アメリカンリーグはニューヨーク・ヤンキース(東地区優勝)が12年ぶり30度目のリーグ優勝で、ナショナルリーグはシンシナティ・レッズ(西地区優勝)が2年連続8度目のリーグ優勝であった。
ワールドシリーズはシンシナティ・レッズがニューヨーク・ヤンキースを4勝0敗で破り、2年連続4度目のシリーズ制覇であった。
1975年のメジャーリーグベースボール - 1976年のメジャーリーグベースボール - 1977年のメジャーリーグベースボール

## できごと
アメリカンリーグ
- 東地区は、ヤンキースが97勝を上げて初の地区優勝となった。3年前にジョージ・スタインブレナーがオーナーとなって矢継ぎ早に大型補強に取り組んだ。インディアンスからグレイグ・ネトルズ 三塁手を獲得し、他にサム・マクダウェル、パット・ドブソンの投手をトレードで得て、1973年は80勝で地区4位、ヤンキースタジアムの改築工事でシェイスタジアムを間借りした1974年は89勝で地区2位まで押し上げ、投手陣にはドク・メディッチが育ち、そしてクリス・チャンブリス、ルー・ピネラ、ミッキー・リバースをトレードで獲得し、そこへ1975年にはアスレチックスから初めてフリーエージェントとなって飛び出したキャットフィッシュ・ハンター投手を5年375万ドル(1年75万ドル)という当時誰も予想しなかった超破格の契約金で入団させ、同年8月にはスタインブレナーになってから3人目の監督にヤンキース5連覇時代のチームメイトだったビリー・マーチンを新監督に迎えた。そして新装なったヤンキースタジアムで迎えたこの年はついにヤンキース復活の年となった。生え抜きのサーマン・マンソン(打率.302・本塁打17本・打点105)、グレイグ・ネトルズ (本塁打32本)、ウィリー・ランドルフ(盗塁37)、クリス・チャンブリス(打率.293・打点96)、ミッキー・リバース(打率.312・盗塁43)、投手ではエースのキャットフィッシュ・ハンター(17勝・奪三振173)、ドック・エリス(17勝)、エド・フィゲロア(19勝)、スパーキー・ライル(23セーブ)で移籍してきた選手がことごとく活躍し、これらの個性に富んだ選手たちを巧みに操縦したマーチン監督の采配も大きな要因となって1969年に東西地区制は始まってから初の地区優勝となった。西地区は、ロイヤルズが前年シーズン途中で就任したホワイティ・ハーゾグ監督が機動力と守備力を重視し、ジョージ・ブレット(打率.333・打点67・盗塁21)や名二塁手フランク・ホワイト(打点46・盗塁20)に加え、エイモス・オーティス(打率.279・打点86・盗塁26)、ハル・マクレー(打率,332・打点73・盗塁22)、フレディー・パテック(盗塁51)といった機動力と守備力を兼ね備えた選手を並べ、2年目のデニス・レナード(17勝)がエースに成長し、アル・フィッツモーリス(15勝)が投の軸となって、アスレチックスに阻まれていた初の地区優勝を成し遂げた。アスレチックスはオーナーのチャーリー・フィンリーと選手との間が険悪になり、またコミッショナーとも対立するなどグラウンド外の不祥事で、もはや優勝争いをする余裕は無かった。リーグチャンピオンシリーズでは2勝2敗の後の第5戦でヤンキースが3点リードの8回表にロイヤルズのジョージ・ブレットの3ランで6-6の同点になった後の9回裏にヤンキースのクリス・チャンブリスがサヨナラ本塁打を打って劇的な幕切れとなり、1964年以来12年ぶりにヤンキースはペナントを奪回した。
- 個人タイトルは、ロイヤルズのジョージ・ブレットが首位打者を獲得したが、ブレットはこの他に最多塁打(298)・最多安打(215本)・最多三塁打(14本)も記録した。以降ブレットはロイヤルズ一筋に通算21年プレーして球界を代表するスターとなった。そしてこの年に打率.333で初の首位打者、1980年には打率.390で2度目の首位打者、1990年に打率.329で3度目の首位打者となり、1980年は8月末に4割に達して惜しくも4割打者にはなれなかったが、1990年に首位打者を獲得したことで1970年代・1980年代・1990年代の3つの年代で首位打者を取った史上唯一の選手となった。本塁打王はグレイグ・ネトルズ (本塁打32本)が初めてで唯一のタイトル、打点王もオリオールズのリー・メイ (打点109)で初めてで唯一のタイトルであった。アスレチックスのビリー・ノース(盗塁75)が2年ぶり2度目の盗塁王、最多勝はオリオールズのジム・パーマー (22勝)が2年連続2度目、最多奪三振はエンゼルスのノーラン・ライアン (奪三振 327)で2年ぶり4度目のタイトルであった。最優秀防御率はタイガースのマーク・フィドリッチ (防御率2.34)でフィドリッチはこの年デビューして19勝を上げて最優秀新人賞にも選ばれて彗星のように現れた新星であったが、翌年から故障続きでわずか5年間のメジャー成績は通算29勝で線香花火のように終った。リーグMVPはヤンキースのサーマン・マンソン(初)、サイヤング賞はジム・パーマー(3回目) が選ばれた。

ナショナルリーグ
- 東地区は、フィリーズが投のスティーブ・カールトン(20勝)、ジム・ロンバーグ(18勝)、打のマイク・シュミット(本塁打38本・打点107)、グレッグ・ルジンスキー(打率.304・本塁打21本・打点95)、守備のボブ・ブーン、ラリー・ボーワ、そして前年ジャイアンツから来たギャリー・マドックス(打率.330)の陣容で、1969年以降前年まで東地区の優勝はメッツとパイレーツとで分け合っていたが、この年から東地区の勢力地図が書き換えられて、フィリーズが初の地区優勝となった。フィリーズは70年代後半から80年代前半にかけて東地区の強豪チームとなった。西地区は前年リーグ優勝とシリーズ制覇のレッズがジョー・モーガン(打率.320・本塁打27本・打点111・盗塁60)、 ジョージ・フォスター (打率.306・本塁打29本・打点121)、 ピート・ローズ (打率.323) 、ケン・グリフィー・シニア(打率.336)、シーザー・ジェロニモ(打率.307)と5人の3割打者を揃え、ゲイリー・ノーラン(15勝)、ドン・ガレットの他に新人パット・ザクリー(14勝)ら二ケタ勝利投手が7人いて、投打ともに充実して102勝して2年連続地区優勝した。そしてリーグチャンピオンシリーズではレッズがフィリーズを3戦すべて逆転勝ちしてリーグ2連覇となった。
- 個人タイトルは、カブスのビル・マドロック (打率.339)が2年連続2度目の首位打者、フィリーズのマイク・シュミット (本塁打38本)が3年連続3度目の本塁打王、レッズのジョージ・フォスター (打点121)が初の打点王となった。ドジャースの デイビー・ロープス (盗塁 63)が2年連続2度目の盗塁王でこれが最後のタイトルとなった。パドレスのランディ・ジョーンズ (22勝)が最多勝とサイヤング賞を獲得したがジョーンズはこの年以降急速に下降線を辿った。カージナルスのジョン・デニー (防御率2.52)が初の最優秀防御率で、メッツのトム・シーバー (14勝・奪三振235)が1970年から7シーズンで5度目の最多奪三振を記録した。リーグMVPはレッズのジョー・モーガンが選ばれた。

ワールドシリーズ
- ビリー・マーチン監督が率いるヤンキースとスパーキー・アンダーソン監督が率いるレッズとの対戦はこれが3度目であった。過去1939年と1961年に対戦して両年ともヤンキースがレッズを破っている。しかしこの年は第1戦でヤンキース先発のアレキサンダーをモーガンの本塁打とトニー・ペレスの3安打で打ち砕き、第2戦は同点から9回裏にペレスのサヨナラ打で2連勝し、敵地ヤンキースタジアムでの第3戦もダン・ドリーセン、ジョージ・フォスター、ジョー・モーガンの猛打で圧倒し、第4戦ジョニー・ベンチが本塁打2本と打点5で完勝に終わり、4連勝であっけなくレッズのシリーズ制覇となり、これが2連覇であった。ナショナルリーグのチームでシリーズ連覇したのは1907～1908年のシカゴ・カブスと1921～1922年のジャイアンツ以来で以降2018年までにナショナルリーグでワールドシリーズを連覇したチームは無い。しかしレッズの黄金時代はこの年までだった。シリーズMVPはジョニー・ベンチが選ばれた。

## フリーエージェント制度の導入
前年暮れに、メッサースミスの年俸調停の場で、ピーター・サイツによる仲裁裁定によってメッサースミスは自由契約となり、どの球団とも交渉ができることになったことはメジャーリーグに大きな衝撃を与えた。そして1975年オフから年俸に不満な選手は球団とは契約書を交わさずに無契約状態で1976年のシーズンに参加する選手が続出した。この契約書にサインせずに無契約で過ごす年をオプションイヤーと呼ばれることになった。アスレチックスのオーナーチャーリー・フィンリーは、1976年の開幕1週間前にレジー・ジャクソンとケン・ホルツマンをオリオールズへトレードした。そして6月にヴァイダ・ブルーをヤンキースへ、ローリー・フィンガーズとジョー・ルディをレッドソックスにそれぞれの契約を譲渡する交渉に入った。譲渡価格を合計350万ドルとする計画であった。フリーエージェント制を見越して、その前に稼ぐ算段であった。これにコミッショナーのキューンが反発して承認が得られず、フィンリーが訴訟を起こす事態となった。選手契約の譲渡はコミッショナーの承認が必要であった。
こうした状態の中で連盟は選手会と協議した上で、メジャーリーグ在籍が6年以上過ぎた選手に限り他球団との交渉を認める方針を出し、ここに1976年オフからフリーエージェント制度(FA制)の導入が決まった。その後の紆余曲折はあるが、ここでマービン・ミラー選手会事務局長は「完全に自由なフリーエージェント制」は望まず、球団が選手を6年間保有することを認め、そこでフリーエージェントを宣言する権利を有することを確認した。ミラーは在籍6年の選手に限り、全体で毎年のフリーエージェントになる選手数を限定する方針を出した。「完全に自由なフリーエージェント制」になると逆に選手の年俸総額が下がることを見通していたからである。
1976年のシーズン終了の最終戦ではいつもと違った異様な雰囲気となった。アスレチックスでは、オーナーを嫌う主力選手の殆どがFAを待ち望み、シャンパンをかけあって「解放」を祝った。「来年もここに残らなければならない選手が気の毒だ」と言ったローリー・フィンガーズとテナスはパドレスへ行き、サル・バンドーはブルワーズへ、バート・キャンパネリスはレンジャーズへ、ジョー・ルディとベイラーはエンゼルスへ移った。キャットフィッシュ・ハンターは前年にフィンリーの過失から実質フリーエージェント第1号としてヤンキースに移り、この年にオリオールズにトレードされたレジー・ジャクソンもフリーエージェントでヤンキースに移り、2年前に世界一だったチームで残った主力選手はヴァイダ・ブルーとビリー・ノースくらいだった。
こうして保留条項に選手が縛られた時代は終わった。そして新しい制度の恩恵を受けて最も成功を収めたのは人気が高く、名門であり、資金力が豊富なニューヨーク・ヤンキースであった。

## 最終成績

### レギュラーシーズン
| 順     | チーム                         | 勝利   | 敗戦   | 勝率   | G差    |
| 東地区 | 東地区                         | 東地区 | 東地区 | 東地区 | 東地区 |
| ------ | ------------------------------ | ------ | ------ | ------ | ------ |
| 1      | ニューヨーク・ヤンキース       | 97     | 62     | .610   | –      |
| 2      | ボルチモア・オリオールズ       | 88     | 74     | .543   | 10.5   |
| 3      | ボストン・レッドソックス       | 83     | 79     | .512   | 15.5   |
| 4      | クリーブランド・インディアンス | 81     | 78     | .509   | 16.0   |
| 5      | デトロイト・タイガース         | 74     | 87     | .460   | 24.0   |
| 6      | ミルウォーキー・ブルワーズ     | 66     | 95     | .410   | 32.0   |
| 西地区 |                                |        |        |        |        |
| 1      | カンザスシティ・ロイヤルズ     | 90     | 72     | .556   | –      |
| 2      | オークランド・アスレチックス   | 87     | 74     | .540   | 2.5    |
| 3      | ミネソタ・ツインズ             | 85     | 77     | .525   | 5.0    |
| 4      | テキサス・レンジャーズ         | 76     | 86     | .469   | 14.0   |
| 5      | カリフォルニア・エンゼルス     | 76     | 86     | .469   | 14.0   |
| 6      | シカゴ・ホワイトソックス       | 64     | 97     | .398   | 25.5   |

| 順     | チーム                         | 勝利   | 敗戦   | 勝率   | G差    |
| 東地区 | 東地区                         | 東地区 | 東地区 | 東地区 | 東地区 |
| ------ | ------------------------------ | ------ | ------ | ------ | ------ |
| 1      | フィラデルフィア・フィリーズ   | 101    | 61     | .623   | –      |
| 2      | ピッツバーグ・パイレーツ       | 92     | 70     | .568   | 9.0    |
| 3      | ニューヨーク・メッツ           | 86     | 76     | .531   | 15.0   |
| 4      | シカゴ・カブス                 | 75     | 87     | .463   | 26.0   |
| 5      | セントルイス・カージナルス     | 72     | 90     | .444   | 29.0   |
| 6      | モントリオール・エクスポズ     | 55     | 107    | .340   | 46.0   |
| 西地区 |                                |        |        |        |        |
| 1      | シンシナティ・レッズ           | 102    | 60     | .630   | –      |
| 2      | ロサンゼルス・ドジャース       | 92     | 70     | .568   | 10.0   |
| 3      | ヒューストン・アストロズ       | 80     | 82     | .494   | 22.0   |
| 4      | サンフランシスコ・ジャイアンツ | 74     | 88     | .457   | 28.0   |
| 5      | サンディエゴ・パドレス         | 73     | 89     | .451   | 29.0   |
| 6      | アトランタ・ブレーブス         | 70     | 92     | .432   | 32.0   |

### オールスターゲーム
- アメリカンリーグ 1 - 7 ナショナルリーグ

MVP：ジョージ・フォスター (CIN)

### ポストシーズン
|  | リーグチャンピオンシップシリーズ | リーグチャンピオンシップシリーズ |   |  | ワールドシリーズ | ワールドシリーズ |
|  |                                  |                                  |   |  |                  |                  |
|  | アメリカンリーグ                 |                                  |   |  |                  |                  |
|  | ニューヨーク・ヤンキース         | 3                                |   |  |                  |                  |
|  | カンザスシティ・ロイヤルズ       | 2                                |   |  |                  |                  |
|  |                                  |                                  |   |  |                  |                  |
|  | ニューヨーク・ヤンキース         | 0                                |   |  |                  |                  |
|  |                                  | シンシナティ・レッズ             | 4 |  |                  |                  |
|  | ナショナルリーグ                 |                                  |   |  |                  |                  |
|  | フィラデルフィア・フィリーズ     | 0                                |   |  |                  |                  |
|  | シンシナティ・レッズ             | 3                                |   |  |                  |                  |

#### リーグチャンピオンシップシリーズ
| 10/9 –  | ヤンキース | 4 | - | 1 |  | ロイヤルズ |
| 10/10 – | ヤンキース | 3 | - | 5 |  | ロイヤルズ |
| 10/12 – | ロイヤルズ | 3 | - | 7 |  | ヤンキース |
| 10/13 – | ロイヤルズ | 7 | - | 4 |  | ヤンキース |
| 10/14 – | ロイヤルズ | 6 | - | 7 |  | ヤンキース |

| 10/9 –  | レッズ     | 6 | - | 3 |  | フィリーズ |
| 10/10 – | レッズ     | 6 | - | 2 |  | フィリーズ |
| 10/12 – | フィリーズ | 6 | - | 7 |  | レッズ     |

#### ワールドシリーズ
- レッズ 4 - 0 ヤンキース

| 10/16 – | ヤンキース | 1 | - | 5 |  | レッズ     |
| 10/17 – | ヤンキース | 3 | - | 4 |  | レッズ     |
| 10/19 – | レッズ     | 6 | - | 2 |  | ヤンキース |
| 10/21 – | レッズ     | 7 | - | 2 |  | ヤンキース |

MVP：ジョニー・ベンチ (CIN)

## 個人タイトル

### アメリカンリーグ
| 項目   | 選手                     | 記録 |
| ------ | ------------------------ | ---- |
| 打率   | ジョージ・ブレット (KC)  | .333 |
| 本塁打 | グレイグ・ネトルズ (NYY) | 32   |
| 打点   | リー・メイ (BAL)         | 109  |
| 得点   | ロイ・ホワイト (NYY)     | 104  |
| 安打   | ジョージ・ブレット (KC)  | 215  |
| 盗塁   | ビリー・ノース (OAK)     | 75   |

| 項目   | 選手                       | 記録 |
| ------ | -------------------------- | ---- |
| 勝利   | ジム・パーマー (BAL)       | 22   |
| 敗戦   | ノーラン・ライアン (CAL)   | 18   |
| 防御率 | マーク・フィドリッチ (DET) | 2.34 |
| 奪三振 | ノーラン・ライアン (CAL)   | 327  |
| 投球回 | ジム・パーマー (BAL)       | 315  |
| セーブ | スパーキー・ライル (NYY)   | 23   |

### ナショナルリーグ
| 項目   | 選手                       | 記録 |
| ------ | -------------------------- | ---- |
| 打率   | ビル・マドロック (CHC)     | .339 |
| 本塁打 | マイク・シュミット (PHI)   | 38   |
| 打点   | ジョージ・フォスター (CIN) | 121  |
| 得点   | ピート・ローズ (CIN)       | 130  |
| 安打   | ピート・ローズ (CIN)       | 215  |
| 盗塁   | デイビー・ロープス (LAD)   | 63   |

| 項目   | 選手                             | 記録 |
| ------ | -------------------------------- | ---- |
| 勝利   | ランディ・ジョーンズ (SD)        | 22   |
| 敗戦   | スティーブ・ロジャース (MON)     | 17   |
| 敗戦   | ディック・ラスベン (ATL)         | 17   |
| 防御率 | ジョン・デニー (STL)             | 2.52 |
| 奪三振 | トム・シーバー (NYM)             | 235  |
| 投球回 | ランディ・ジョーンズ (SD)        | 315⅓ |
| セーブ | ロウリー・イーストウィック (CIN) | 26   |

## 表彰

### 全米野球記者協会（BBWAA）表彰
| 表彰         | アメリカンリーグ           | ナショナルリーグ          |
| ------------ | -------------------------- | ------------------------- |
| MVP          | サーマン・マンソン (NYY)   | ジョー・モーガン (CIN)    |
| サイヤング賞 | ジム・パーマー (BAL)       | ランディ・ジョーンズ (SD) |
| 最優秀新人賞 | マーク・フィドリッチ (DET) | ブッチ・メッツガー (SD)   |
| 最優秀新人賞 | マーク・フィドリッチ (DET) | パット・ザックリー (CIN)  |

### ゴールドグラブ賞
| 守備位置 | アメリカンリーグ             | ナショナルリーグ             |
| -------- | ---------------------------- | ---------------------------- |
| 投手     | ジム・パーマー (BAL)         | ジム・カート (PHI)           |
| 捕手     | ジム・サンドバーグ (TEX)     | ジョニー・ベンチ (CIN)       |
| 一塁手   | ジョージ・スコット (MIL)     | スティーブ・ガービー (LAD)   |
| 二塁手   | ボビー・グリッチ (BAL)       | ジョー・モーガン (CIN)       |
| 三塁手   | アウレリオ・ロドリゲス (DET) | マイク・シュミット (PHI)     |
| 遊撃手   | マーク・ベランジャー (BAL)   | デーブ・コンセプシオン (CIN) |
| 外野手   | ジョー・ルディ (OAK)         | シーザー・セデーニョ (HOU)   |
| 外野手   | リック・マニング (CLE)       | ギャリー・マドックス (PHI)   |
| 外野手   | ドワイト・エバンス (BOS)     | シーザー・ジェロニモ (CIN)   |

### その他表彰
| 表彰                   | アメリカンリーグ       | ナショナルリーグ                 |
| ---------------------- | ---------------------- | -------------------------------- |
| カムバック賞           | ドック・エリス (NYY)   | トミー・ジョン (LAD)             |
| 最優秀救援投手賞       | ビル・キャンベル (MIN) | ロウリー・イーストウィック (CIN) |
| 最優秀指名打者賞       | ハル・マクレー (KC)    | -                                |
| ロベルト・クレメンテ賞 | -                      | ピート・ローズ (CIN)             |
| ハッチ賞               | -                      | トミー・ジョン (LAD)             |
| ルー・ゲーリッグ賞     | -                      | ドン・サットン (LAD)             |
| ベーブ・ルース賞       | -                      | ジョニー・ベンチ (CIN)           |

### アメリカ野球殿堂入り表彰者
BBWAA投票
- ボブ・レモン
- ロビン・ロバーツ

ベテランズ委員会選出
- ロジャー・コナー
- カル・ハバード (審判員)
- フレディ・リンドストロム

ニグロリーグ委員会選出
- オスカー・チャールストン